# 浅田政志
浅田 政志（あさだ まさし、1979年7月6日 - ）は日本の写真家。三重県津市出身。
三重県立津工業高等学校卒業後、日本写真映像専門学校に入学し大阪に住む。同校卒業後は東京を中心に各地で活動を展開している。家族写真をテーマとしており、代表作「浅田家」では、実際の自身の家族を被写体にして、ラーメン屋や消防団、極道などフィクションの設定での家族写真を撮影した。この写真集「浅田家」と「アルバムのチカラ」を原案とした映画『浅田家!』が2020年10月公開。

## プロフィール
- 1979年：三重県津市出身
- 2000年：日本写真映像専門学校 研究科卒業（当時：大阪市住之江区）
- 2003年：上京、翌2004年よりスタジオフォボスにて2年半勤務
- 2007年：写真家として独立
- 2009年：「浅田家」で第34回 木村伊兵衛写真賞（2008年度）受賞
- 2013年：平成25年度の三重県文化審議会 審議委員をつとめる。

## 演じた俳優
- 二宮和也 （映画浅田家!の配役）

## 主な展覧会
2002年
- 3月：GEISAI-1（東京タワーアミューズメントホール [東京]）
- 8月：GEISAI-2（東京ビッグサイト [東京]）

2004年
- 5月：アウラクロスオープニング写真展にて個展。浅田政志写真展「浅田家」( アウラクロス)

2005年
- 10月：浅田政志 x Handa Shotaro 展「self PHOTOGRAPHIC」( アウラクロス)

2006年
- 10月：浅田政志写真展「浅田家」( GUILD GALLERY OSAKA)

2007年
- 1月：コミカル＆シニカル「現代写真の一断面」へ参加（ドーンセンター（大阪府立女性センター））
- 2月：写真ひとつぼ展（ガーディアン・ガーデン[東京]）
- 9月：新鋭作家選抜シリーズ展へ出展（HONMACHI ART GALLERY [大阪]）
- 10月：浅田政志写真展「浅田家2007」( GUILD GALLERY OSAKA)
- 11月：グループ展「ROLL PLAY：役割演技」へ出展　(マキイマサルファインアーツ & 田中画廊[東京])

2008年
- 2月：Comical & Cynicalへ参加 (Gallery Jijihyang [韓国])
- 7月：浅田政志写真展「浅田家」 (銀座ニコンサロン[東京])
- 7月：ON THE MOVE　-写真の種をまく-北海道スライドショーツアーへ参加 (北海道各地)
- 8月：浅田政志写真展「浅田家」 (大阪ニコンサロン [大阪])
- 8月：5 PHOTOGRAPHERS SHOWへ参加（GALLERY ILLUM[韓国]）
- 10月：関西御苗場へゲスト出展（CASO[大阪]）
- 10月：浅田政志写真展「浅田家」( GUILD GALLERY OSAKA)

2009年
- 1月〜：浅田政志写真展「浅田家」いちご園で写真展（きっするふぁーむ　[三重県松阪市]）
- 10月：丸の内朝大学にてコミュニケーション学部写真コミュニケーションクラスを開講。

2010年
- 4月17日（土）～5月30日（日）：Tsu Family Land 浅田政志写真展（三重県立美術館　[三重県津市]）

2011年
- 八戸ポータルミュージアム（はっち）で開催された「八戸レビュウ」（2月26日～3月30日）に参加。

2013年
- 3月15日～4月1日：シブパル展に出展（渋谷パルコ・パルコミュージアム）
- 4月26日～9月1日：LOVE展に出展（森美術館）
- 8月31日～10月6日：アートピクニックvol.3　マイホーム　ユアホームに出展（芦屋市立美術博物館）

2014年
- 2月22日～5月18日：拡張するファッションに出展（水戸芸術館）
- 6月14日～9月23日：拡張するファッションに出展（丸亀市猪熊弦一郎現代美術館）
- 7月15日～7月22日：にっぽんの梅干し展に参加（渋谷LOFT& ロフトフォーラム）
- 11月1日～11月30日：浅田政志 写真展（阪急三番街）

2015年
- 2月13日〜3月11日：浅田政志×藤本智士『アルバムのチカラ』「1 WALL ,1TOHOKU」シリーズ企画展」（KANEIRI STANDARD STORE  岩手県盛岡市）

2016年
- 6月18日～8月4日：浅田政志写真展「ほぼ家族。」（入江泰吉記念 奈良市写真美術館）

2017年
- 2017年9月2日〜2019年2月28日：道後オンセナート2018に参加

2018年
- 6月30日～9月2日：坊っちゃん展に参加（愛媛県美術館）

2024年
- 2月1日～2月15日 : プリキュアフレーズ写真館に出展（東京メトロ日比谷線、東京メトロ13000系電車）[1][2]

## 写真集
2007年
- 10月「浅田家」（ユトレヒト刊）

2008年
- 7月「浅田家」（赤々舎刊 ISBN 978-4903545264）

2010年
- 3月「通学路」（プランクトン刊 ISBN 978-4904635346）
- 5月「NEW LIFE」（赤々舎刊 ISBN 978-4903545578）

2011年
- 7月 「八戸レビュウ」（美術出版社刊 ISBN 978-4568120783、梅佳代、津藤秀雄共著）

2012年
- 11月「くまモン、どこ行くの?」（飛鳥新社刊 ISBN 978-4864102100）
- 12月「南予写真 NANYO」（日本文芸社刊 ISBN 978-4537278736、澁谷征司共著）

2013年
- 3月「いまバリィさんぽ」（ザメディアジョン刊 ISBN 978-4862502476）

2014年
- 4月「卒業写真の宿題」（赤々舎刊 ISBN 978-4865410136、神田恵介共著）

2018年
- 11月「宮崎牛家族」（CCCメディアハウス刊 ISBN 978-4484182339）

## 著作・その他書籍
2010年
- 12月「家族新聞」（幻冬舎刊 ISBN 978-4344019300、文：共同通信社）

2013年
- 8月「家族写真は「 」である。」（亜紀書房刊 ISBN 978-4750513195）

2014年
- 2月「対局 言葉と写真の十番勝負」（パルコ刊 ISBN 978-4865060546、大宮エリー共著）

2015年
- 3月「アルバムのチカラ」（赤々舎刊 ISBN 978-4865410280、藤本智士共著）
- 10月「すごい! 鳥取市 100 SUGO! BOOK（鳥取市公式フォトガイドブック）」（玄光社刊 ISBN 978-4768306710）

2016年
- 2月「オランダ サシャの笑顔はチューリップ (世界のともだち)」（偕成社刊 ISBN 978-4036483303）

## CDジャケット
- コブクロ
  - 「One Song From Two Hearts」[3]
- 秦 基博
  - 「アイ」
- PUFFY
  - 「パフィピポ山」
- EDGE OF SPIRIT
  - 「SCREAMING FOR THE TRUTH」
  - 「影と光」

## 映像撮影

### ミュージックビデオ
- カジヒデキ
  - 「WHITE SHOES」[4]
- 忘れらんねえよ
  - 「忘れらんねえよ 」[5]
- 川畑アキラ
  - 「朝日が昇る前に」
- サニーデイ・サービス
  - 「パンチドランク・ラブソング」[6]
- くもゆき
  - 「ザ・ギョーザ」

### 映画
- 緑色音楽 (2017年10月16日公開)

## 出演番組
- NONFIX「いまのニッポンを、撮ってください。」（2011年8月11日）（番組HP）
- 課外授業 ようこそ先輩「写真をつくる？ チカラを撮る！」（2012年4月28日）(番組HP）
- ワタシが好きな500の色（2012年12月29日） (番組HP)
- こころかさねて阿波おどり〜写真家・浅田政志が見た熱狂の街〜（2013年8月30日）（番組HP）
- 未来シアター（2013年11月29日）（番組HP - ウェイバックマシン（2013年12月13日アーカイブ分））
- NHK四国遍路1200キャンペーン 御朱印のススメ（2014年11月30日）
- 助けて！きわめびと「“笑顔”の写真を撮りたい」（2015年9月5日）（番組HP - ウェイバックマシン（2015年9月7日アーカイブ分））
- シンサイミライ学校「＋クリエイティブでイノチを守れ」（2016年1月16日）（番組HP）
- ABUデジスタ・ティーンズ 2015 国際大会～アジアの若者が幸せを描く（2016年2月14日）（番組HP）
- 日曜美術館「大地が育てた写真 ブラジル移民 大原治雄」（2016年5月22日）（番組HP - ウェイバックマシン（2016年6月1日アーカイブ分））

## 講師・ワークショップ
- 丸の内朝大学「写真コミュニケーションクラス～100万個の言葉より1枚の写真で伝える～」（2011年4月～6月、2011年7月～9月）
- 丸の内朝大学「写真コミュニケーションクラス～新発見!『丸の内ピープル』～」（2011年10月～12月）
- SPBS写真ワークショップ2012「世界で一冊だけの写真集をつくるワークショップ」（2012年4月～10月）
- 丸の内朝大学「写真コミュニケーション“プチ”クラス～クラスでリーフレットの表紙を飾ろう～」（2012年9月～10月）
- 北九州演劇フェスティバル2013 プレ企画「写真家、浅田政志とつくる「劇」的商店街！！」写真ワークショップ（2012年11月～2013年2月）